# سازمان شاكريان (شيخ موسي)
سازمان شاکریان (بالإنجليزية: Sazeman-e Shakrian)‏ هي منطقة سكنية تقع في إيران في قسم شیخ موسي الريفي. يقدر عدد سكانها بـ 137 نسمة .